# 短序吊灯花
短序吊灯花（学名：Ceropegia christenseniana）是夹竹桃科吊灯花属的植物，为中国的特有植物。分布在中国大陆的贵州、云南等地，生长于海拔1,800米的地区，一般生长在山地林中，目前尚未由人工引种栽培。

## 别名
小鹅儿肠（贵州）